# Halmosi Zoltán (labdarúgó, 1947)
Halmosi Zoltán (Bozzai, 1947. június 28. – 2025. január 4. vagy előtte) válogatott labdarúgó, edző, sportvezető. Felesége, Séfer Rozália válogatott síkfutó, fia Halmosi Péter (1979) válogatott labdarúgó és Halmosi Zoltán (1971–2019) labdarúgó.

## Pályafutása

### Klubcsapatban
Édesapját korán elvesztette, 1961-től hegesztőnek tanult Szombathelyen. 16 évesen lett a helyi csapat, a Haladás, igazolt játékosa. 1967-ben mutatkozott be az élvonalban és összesen 306 NB I-es mérkőzést játszott és 19 gólt szerzett. 1972 nyarán 3 évre eltiltották, de ebből csak 1 év lett.
1982 és 1989 között burgenlandi csapatokan játszott (Oberwart, Rechnitz, Zuberbach, Pinkafeld)

### A válogatottban
1969 és 1974 között 11 alkalommal szerepelt a válogatottban és egy gólt szerzett.

## Sikerei, díjai
- Magyar bajnokság
  - 5.: 1976-77
- Magyar Népköztársasági Kupa (MNK)
  - döntős: 1975

## Statisztika

### Mérkőzései a válogatottban
| Magyarország | Magyarország        | Magyarország                     | Magyarország  | Magyarország | Magyarország  | Magyarország | Magyarország | Magyarország |
| #            | Dátum               | Helyszín                         | Hazai         | Eredmény     | Vendég        | Kiírás       | Gólok        | Esemény      |
| ------------ | ------------------- | -------------------------------- | ------------- | ------------ | ------------- | ------------ | ------------ | ------------ |
| 1.           | 1969. október 22.   | Budapest, Népstadion             | Magyarország  | 3 – 0        | Dánia         | vb-selejtező | -            |              |
| 2.           | 1969. november 5.   | Budapest, Népstadion             | Magyarország  | 4 – 0        | Írország      | vb-selejtező | 1            | 39'          |
| 3.           | 1969. december 3.   | Marseille, Stade Vélodrome (FRA) | Csehszlovákia | 4 – 1        | Magyarország  | vb-selejtező | -            |              |
| 4.           | 1970. április 12.   | Belgrád, JNA stadion             | Jugoszlávia   | 2 – 2        | Magyarország  | barátságos   | -            |              |
| 5.           | 1970. május 2.      | Budapest, Népstadion             | Magyarország  | 2 – 0        | Lengyelország | barátságos   | -            |              |
| 6.           | 1970. szeptember 9. | Nürnberg, Frankenstadion         | NSZK          | 3 – 1        | Magyarország  | barátságos   | -            |              |
| 7.           | 1970. október 7.    | Oslo, Ullevaal Stadion           | Norvégia      | 1 – 3        | Magyarország  | Eb-selejtező | -            |              |
| 8.           | 1970. november 15.  | Bázel, St. Jakob stadion         | Svájc         | 0 – 1        | Magyarország  | barátságos   | -            | 46'          |
| 9.           | 1974. október 30.   | Cardiff, Ninian Park             | Wales         | 2 – 0        | Magyarország  | Eb-selejtező | -            |              |
| 10.          | 1974. november 10.  | Szófia, Jurij Gagarin-stadion    | Bulgária      | 0 – 0        | Magyarország  | barátságos   | -            |              |
| 11.          | 1974. december 4.   | Szolnok, Tiszaligeti stadion     | Magyarország  | 1 – 0        | Svájc         | barátságos   | -            | 46'          |
|              | Összesen            |                                  |               | 11           | mérkőzés      |              | 1            | gól          |